# رينزو زامبرانو
رينزو زامبرانو (بالإسبانية: Renzo Zambrano) (26 أغسطس 1994 في فنزويلا - ) هو لاعب كرة قدم فنزويلي في مركز الوسط. شارك مع منتخب فنزويلا تحت 17 سنة لكرة القدم ومنتخب فنزويلا تحت 20 سنة لكرة القدم. أما مع النوادي، فقد لعب مع ريال بلد الوليد ب وريال بلد الوليد وديبورتيفو لارا ونادي موناغاس الرياضي.

## وصلات خارجية
- رينزو زامبرانو على موقع الدوري الأمريكي (الإنجليزية)
- رينزو زامبرانو على موقع قاعدة بيانات كرة القدم.إي يو (الإنجليزية)
- رينزو زامبرانو على موقع ناشيونال فوتبول تيمز (الإنجليزية)
- رينزو زامبرانو على موقع Soccerway.com (الإنجليزية)
- رينزو زامبرانو على موقع AS.com (الإسبانية)

{{شريط تصفح تشكيلة فريق كرة قدم
|الاسم=
|اسم الفريق= بيونيك يريفان
|القائمة=
- 2 أليماو
- 3 Nikos Kenourgios [الإنجليزية]‏
- 4 أودو
- 6 Juninho (footballer, born July 1995) [الإنجليزية]‏
- 7 مالاكيان
- 8 Gevorg Tarakhchyan [الإنجليزية]‏
- 9 Matas Vareika [الإنجليزية]‏
- 10 مورينو
- 11 Joël Bopesu [الإنجليزية]‏
- 13 Daniyel Agbalyan [الإنجليزية]‏
- 15 كوفالينكو
- 16 أفاغيان
- 17 Petrosayan
- 18 Hovhannisyan
- 19 Metoyan

{{لاعب تشكيلة فريق كرة قدم|الرقم=20|الاسم=Villela
{{لاعب تشكيلة فريق كرة قدم|الرقم=21|الاسم=Galstyan
- 22 Islamović
- 23 غونسالفيس
- 25 كوليكوف
- 26 ملجكوفيتش
- 30 Polyanski
- 33 أوكانسي
- 35 Alekyan
- 71 Stanislav Buchnev [الإنجليزية]‏
- 76 Almeida
- 77 Buhari
- 79 فاكولنكو
- 99 Marius Noubissi [الإنجليزية]‏
- مدرب: Yegishe Melikyan [الإنجليزية]‏